# Jacobus Adrianus Crajenschot

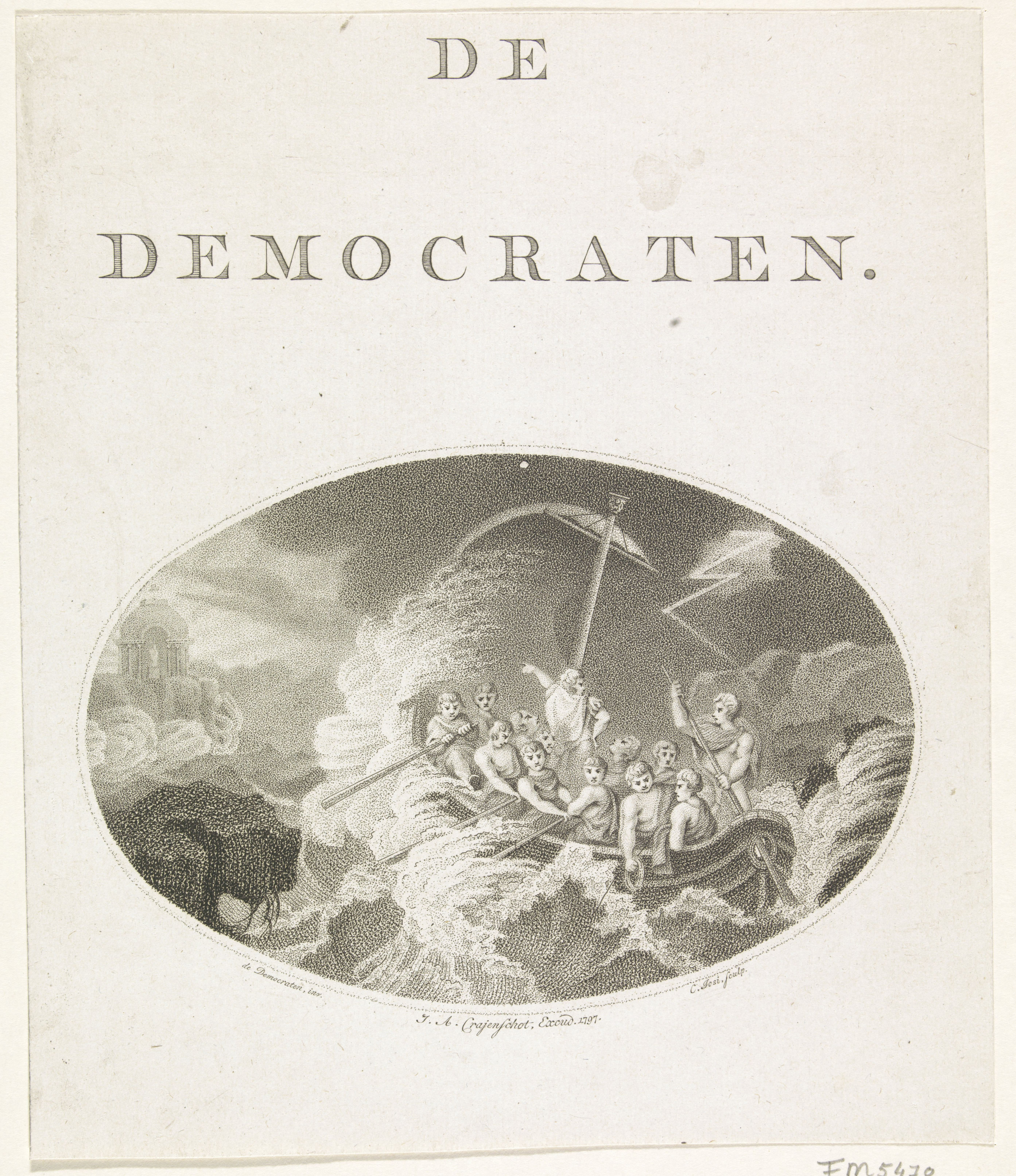
Titelvignet van het tijdschrift De Democraten (1797), uitgegeven door J.A. Crajenschot

Jacobus Adrianus Crajenschot  (1746- 1835) was een Amsterdams uitgever en boekhandelaar. Hij was een overtuigd patriot en sympathiseerde met de idealen van de Verlichting. Hij was betrokken bij de voorbereiding van de Bataafse revolutie en was tijdens de Bataafse Republiek actief in de politiek in Amsterdam en het gewest Holland.

## Jeugd en opleiding
Crajenschot werd geboren in een katholieke familie. Zijn vader Theodorus Crajenschot was een boekverkoper en uitgever in Amsterdam, die vooral katholieke literatuur importeerde uit de Zuidelijke Nederlanden. Zijn broer Bartholomeus Josefus Crajenschot was ook uitgever.
Hij ging naar de Latijnse school van de Jezuïeten in Ravenstein en werkte daarna enkele jaren in de boekhandel van zijn vader. In 1773 werd hij zelfstandig boekverkoper en lid van het gilde der boekverkopers. In 1792 woonde hij in De Gouden Paarl in de Kalverstraat en in 1802 op de Nieuwendijk.

## Politiek

### Republiek der Zeven Verenigde Nederlanden
Crajenschot was een overtuigd patriot en sympathiseerde met de idealen van de Verlichting. Tussen 1781 en 1784 was hij de uitgever van het tijdschrift La Politique Hollandais en van pamfletten en brochures. In 1787 week hij na de Pruisische inval voor zijn veiligheid tijdelijk uit. In die tijd voerde zijn vrouw Geertruyda Thamby de boekhandel en de uitgeverij. Bij terugkeer gaf hij het eerste katholieke tijdschrift in Nederland uit, getiteld 'De kerkelijke bibliotheek'.

### Bataafse Republiek
Crajenschot was lid van het patriotse leesgezelschap Doctrina et Amicitia en van de sociëteit ‘Voor Een- en Ondeelbaarheid’, die een belangrijke rol speelde binnen de democratische beweging. Met Gogel en Van Irhoven van Dam was hij vanaf 1794 betrokken bij de voorbereiding van de Bataafse revolutie. In de tijd van de Bataafse Republiek was hij met name in de stad Amsterdam politiek zeer actief. Hij had vanaf 22 mei 1797 zitting in de gemeenteraad maar trad in 1798 terug om plaats te nemen in Intermediair Administratief Bestuur van Holland. Ook gaf hij een aantal patriotse tijdschriften uit, zoals "Le spectateur républicain" (1795) en "De democraten" (1796-1798).

### Koninkrijk Holland
Hoewel overtuigd republikein bood Crajenschot na het eind van de Bataafse Republiek een aantal keren zijn diensten aan aan koning Lodewijk Napoleon. Hij schreef daar zelf over dat hij tot de conclusie was gekomen dat de mensheid voor een republiek nog niet ontwikkeld genoeg was en dat hij zich daarom had neergelegd bij de monarchie. Hij kreeg in het Koninkrijk Holland geen politieke functie of ambtelijke positie. De indruk bestaat dat hij de overheid achter de schermen wel inlichtingen gaf, ook over personen. Ook was hij betrokken bij het opstellen van een rapport voor de koning over godsdienstige groeperingen in het koninkrijk. Daarin pleitte hij voor modernisering (verlichting) van de katholieke kerk.

## Vrijmetselarij
Van 1773 tot zijn dood was Crajenschot lid van de vrijmetselaarsloge La Bien Aimée. Hij was een van de weinige katholieken in die tijd die openlijk uitkwam voor het feit dat hij een vrijmetselaar was. Hij werd ingewijd in de hogere graad van Soeverein Prins van het Rozekruis en was meer dan tien jaar grootthesaurier in het bestuur van de Orde van Vrijmetselaren onder het Hoofdkapittel der Hoge Graden.

## Wetenswaardigheden
Op 25 augustus 1783 stuurde Crajenschot een brief aan generaal George Washington, met een exemplaar van het door hem uitgegeven dichtwerk L’Amérique Delivrée door L. de Chavannes de la Giraudière, waarin de Amerikaanse vrijheidsstrijd werd verheerlijkt.
- Library of Congress Control Number: no2010158065
- Nederlandse Thesaurus van Auteursnamen: 242941494
- Virtual International Authority File: 130610053